# Architecture naïve

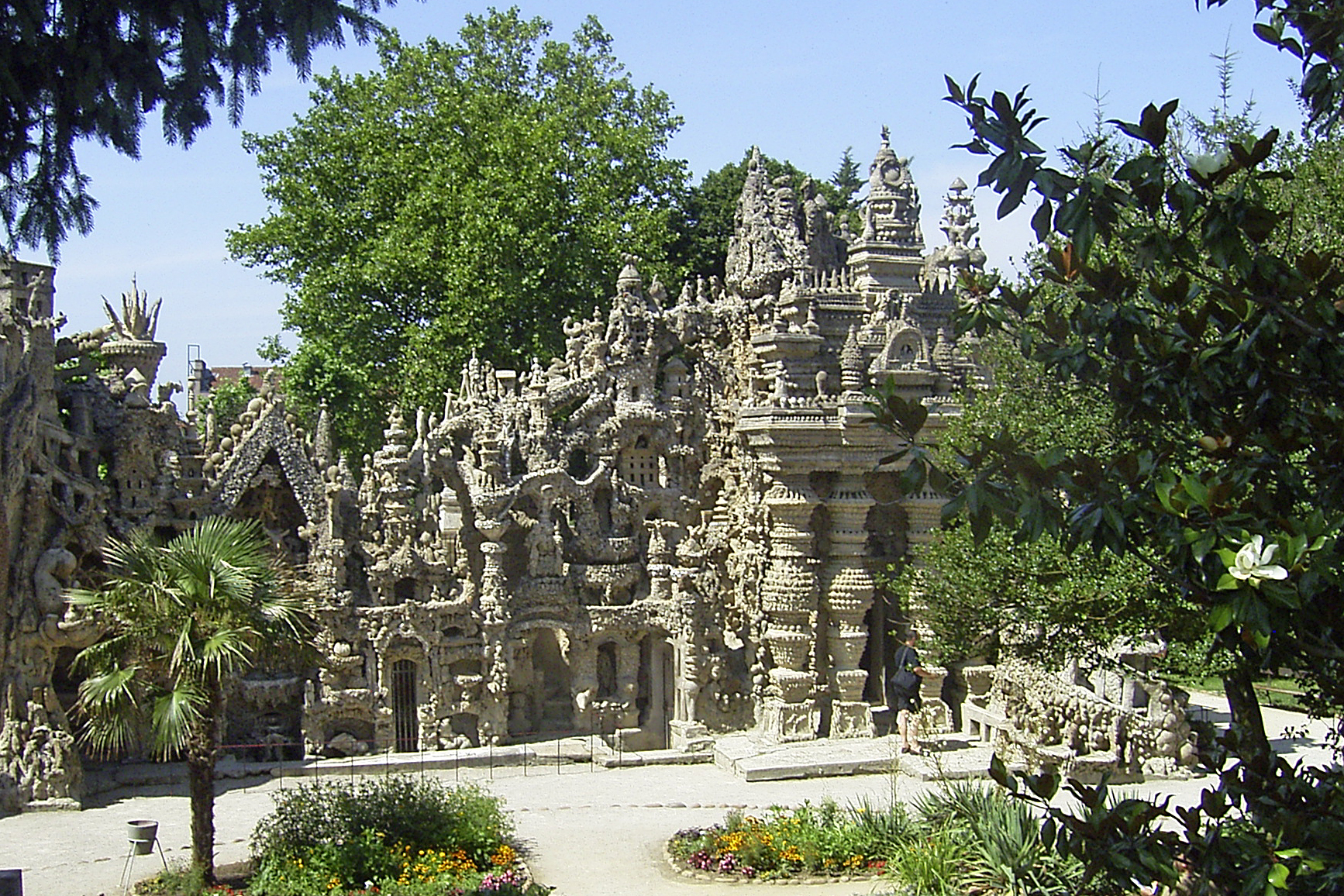
Palais idéal du facteur Cheval à Hauterives

L’architecture naïve ou environnements visionnaires désigne des constructions édifiées par des personnes autodidactes sans formation artistique. Ce sont des créations de plein air élaborées artistes ayant un statut marginal par une vision subjective et personnelle.
Ces constructions n’ont généralement pas de but fonctionnel et s’apparentent à des sculptures monumentales. Nombre d’autres désignations sont également utilisées : Architectures imaginaires, marginales, populaires, jardins imaginaires ou d’Art brut, et leurs créateurs sont appelés « habitants-paysagistes », « archi-sculpteurs » ou encore « anarchitectes ». Ils sont souvent proches d’œuvres artistiques monumentales, comprenant l’agrémentation / décoration entière de l’habitation du créateur ou de vastes ensembles de sculptures disposées en plein air. Ils rejoignent par là une forme brute de land art et sont souvent un véritable art de la récupération et du recyclage.
Le caractère spontané de ces réalisations les apparente aux créations de l’art naïf ou de l’art brut. L’importance de ces constructions, œuvres souvent d’une vie pour leurs créateurs, suscite un mélange de rejet et d’admiration. La forte charge émotionnelle et symbolique attachée à ces réalisations rend leur transmission difficile. Peu d'occupants souhaitent habiter des lieux aussi lourdement investis par leur précédent propriétaire.
Qu’il soit l'œuvre de créateurs autodidactes ou éduqués, le phénomène des constructions marginales, habitations décorées, jardins de sculptures en plein air ou créations se rapprochant du Land art est aujourd’hui reconnu mondialement. À la disparition de leur créateur, faute d'une prise en charge par la collectivité, ces architectures sont généralement vouées à l'abandon et à la destruction.

## Histoire

### En France

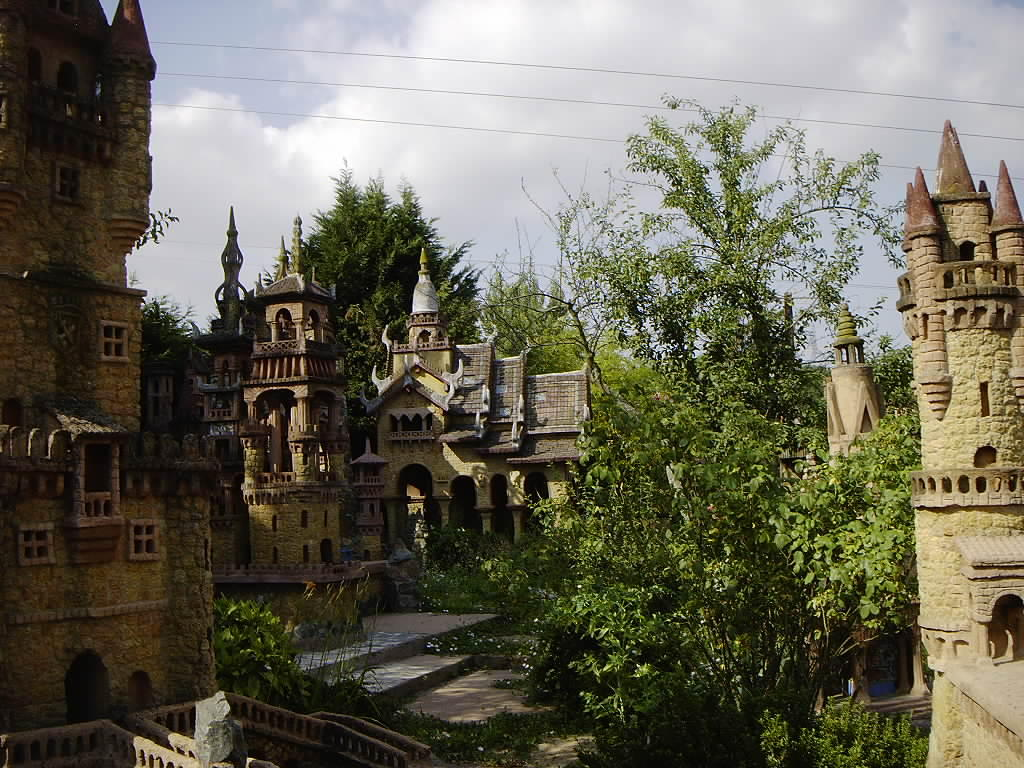
Le Jardin de Nous Deux à Civrieux-d'Azergues : exemple d' « Art Brut », créé par Charles Billy (1910–1991).

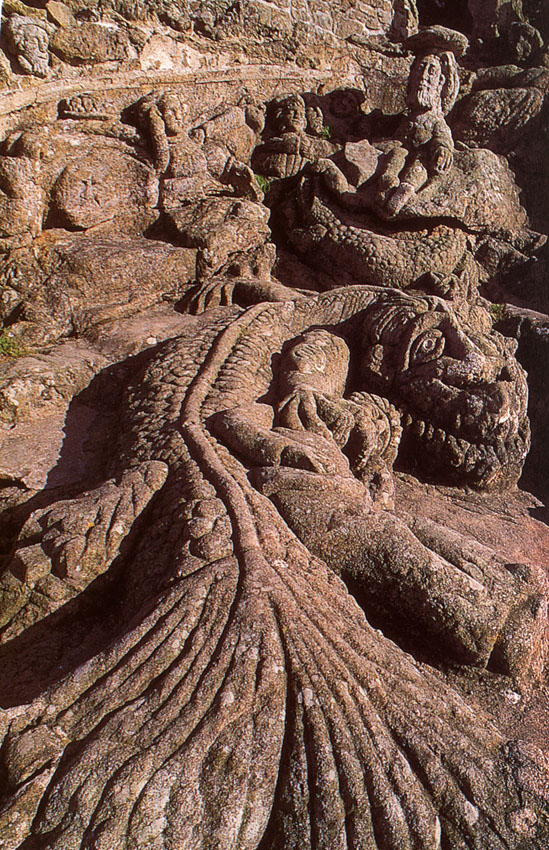
Détail des rochers sculptés de Rothéneuf de l'abbé Fouré.

#### Le Palais Idéal du Facteur Cheval
Un facteur du Sud-Est de la France Ferdinand Cheval (1836-1924) porte le rêve de construire un palais merveilleux. En 1879, la découverte d'une pierre à la forme étrange lors d’une de ses tournées lui fait entamer la construction de son Palais Idéal. L’édification de cette incroyable construction imaginaire dans son jardin, à Hauterives (Drôme), lui prend 33 ans et fera l’admiration du monde entier (notamment d'artistes comme Breton, les surréalistes,ou Dubuffet). Classé au titre des monuments historiques le 23 septembre 1969, le Palais idéal est aujourd’hui une visite touristique très prisée. Le terme architecture naïve a été principalement inventé pour définir l’œuvre de Ferdinand Cheval.

#### Autres sites remarquables
Plusieurs Environnements de ces « Habitants-Paysagistes » sont remarquables en France, dont :

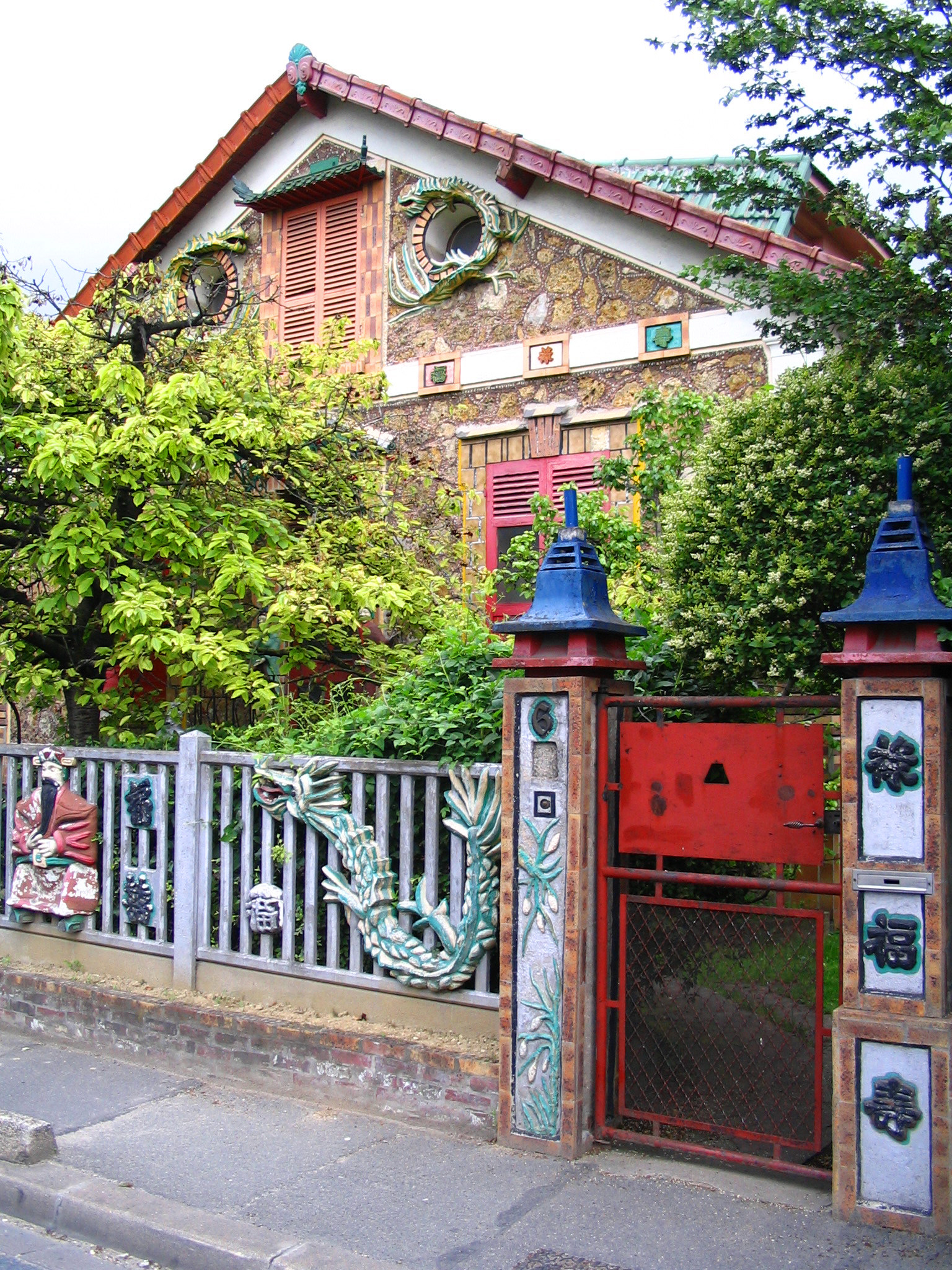
Maison chinoise à Ablon-sur-Seine.

- La Maison-sculptée de Jacques Lucas (1944-) à L'Essart (Ille-et-Vilaine)
- La Maison aux avions d'Arthur Vanabelle à Steenwerck (Nord)
- La Maison des Ours à Veules-les-Roses (Seine-Maritime)
- La maison du Petit-Paris à Saint-Dizier (Haute-Marne)
- L'église Saint-Quentin de Wirwignes par l'Abbé Lecoutre
- L’église de Ménil-Gondouin par l'Abbé Victor Paysant
- La Maison chinoise à Ablon-sur-Seine (Val-de-Marne)
- La Maison-atelier de Danielle Jacqui (née en 1934) à Roquevaire (Bouches-du-Rhône)
- La Maison bleue d'Euclide Da Costa Ferrera  à Dives-sur-Mer (Calvados). Un ensemble spectaculaire de pavillons recouverts de mosaïques[4].
- La Maison sculptée de l'Essart de Jacques Lucas (près de Rennes) - un disciple de Robert Tatin.
- Le Jardin Rosa Mir de Jules Senis-Mir (1913-1983) à Lyon.
- Le Jardin de la Luna Rossa à Caen (Calvados), site qui se voue à conserver en plein air des fragments de plusieurs sites disparus ou en péril.
- La Villa des cent Regards (également appelée La Maison du fada) de Victor Grassi à Montpellier
- La Maison Picassiette de Raymond Isidore (1900-1964) à Chartres. Ce dernier passa la moitié de sa vie à décorer l’ensemble de sa maison et son jardin de vaisselles de faïence.
- Le Jardin des Coquillages de Bohdan Litnianski à Viry-Noureuil, véritable temple de la récupération.
- Le Jardin de Nous-Deux de Charles Billy (1909-1991) à Civrieux-d'Azergues (Rhône). Un ensemble d'architectures miniatures imaginaires, à hauteur d'homme, inspirées des architectures du monde.
- La Cathédrale de Jean Linard (Neuvy-Deux-Clochers dans le Cher), œuvre nettement plus « artistique » qu'environnement populaire au sens strict.
- Le Parc de la Fabuloserie à Dicy (Yonne) qui constitue un véritable conservatoire en plein air de divers fragments d'environnements populaires français. Il conserve en particulier le Manège, extraordinaire réalisation animée du vacher Pierre Avezard, dit "Petit-Pierre".
- Magic Hortus de François Alix à Bois Foreil (Vienne). Jardin anarchique de végétation métallique, qui abrite les fondations d'une architecture composée de recyclage de pièces métalliques industrielles[5],[6].
- Les sculptures de granit du maçon-tailleur de pierre François Michaud à Masgot, hameau de Fransèches (Creuse). Ces statues disposées sur les clôtures des deux maisons de l'auteur sont autant d'icônes personnelles du sculpteur qu'il façonna depuis les années 1850 jusqu'aux années 1880. Cet environnement est l'un des plus anciens qui aient été conservés en France, précédant le Palais Idéal du facteur Cheval.
- Un cas à part est celui de l’abbé Fouré (1839-1910) de Rothéneuf (Saint-Malo, Ille-et-Vilaine), qui sculpta durant environ quinze années de nombreuses figures dans les rochers surplombant la mer, et des statues faites à partir de bois flottés qui furent conservées dans un ermitage du bourg jusqu'aux années 1940.
- Village d’Art préludien de Chomo et l’édification de son église des pauvres en matériaux de récupération dans la forêt de Fontainebleau, bien que l’on sorte déjà d’une certaine naïveté, Chomo ayant étudié aux Beaux-Arts et exposé en galerie avant de vivre 20 ans en ermite à Fontainebleau.
- La Maison des champs et le musée de La Frenouse de Robert Tatin (1902-1983), une oeuvre monumentale ancrée dans la nature, carrefour des civilisations de l'Orient et de l'Occident, avec les sculptures de ciment armé peint de son Allée des Géants et de son Jardin des méditations au cœur du musée à Cossé-le-Vivien (Mayenne). Admiré par André Breton, visité par De Gaulle, La Frénouse a été classé musée en 1969 par André Malraux. À noter que le site abrite également les peintures de Tatin. Il est  labellisé Musée de France et Maisons des Illustres.
- La Demeure du Chaos (parfois abrégé DDC) est un ancien relais de poste du XVIIe siècle, situé à Saint-Romain-au-Mont-d'Or, entièrement transformé et déstructuré sous l'impulsion de Thierry Ehrmann, son actuel propriétaire.

#### Ouvrages et reconnaissances
De nombreux ouvrages ont fait connaître ces environnements, à commencer par Les Inspirés et leurs demeures de Gilles Erhmann (1962) préfacé par André Breton, et Les Jardins Imaginaires de Bernard Lassus (1977), véritable livre-manifeste, qui serviront de référence à la présentation de ces Environnements à l’exposition-clé Les Singuliers de l’Art (Musée d'Art moderne de Paris) en 1978. D'autres médiateurs ont œuvré depuis lors à faire connaître ces lieux, en les photographiant, en leur consacrant des ouvrages, voire en défendant leur préservation : Jacques Verroust et Jacques Lacarrière, Francis David, Claude et Clovis Prévost, Marc Décimo (depuis 1987), Olivier Thiébault, ou plus récemment dans les années 2000, Marielle Magliozzi et Bruno Montpied.

### Aux États-Unis

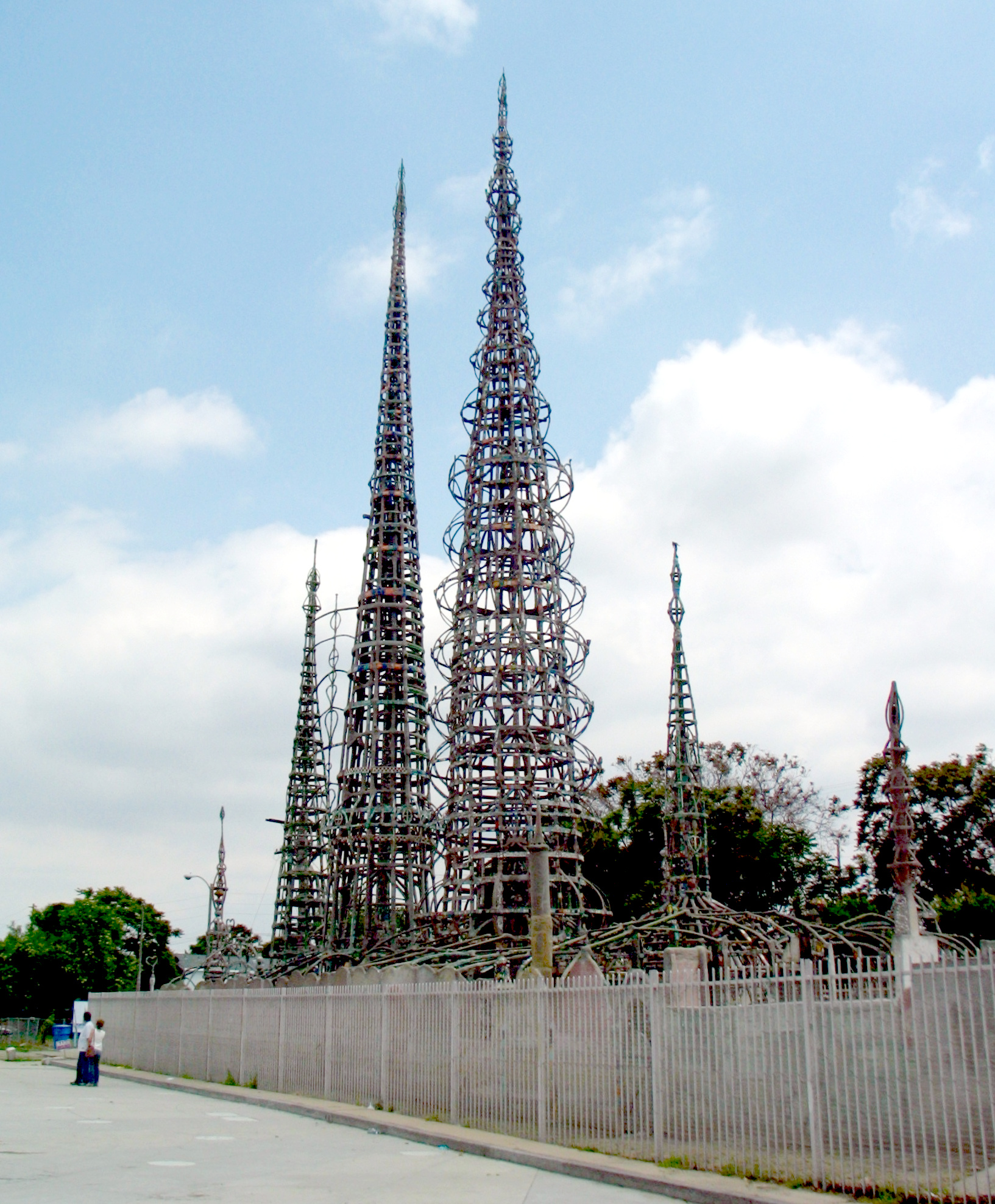
Les Watts Towers de Simon Rodia

#### Watts Towers
Là aussi, une figure emblématique et remarquable émerge, celle de Simon Rodia (1875-1965). Cet immigré italien passa trente-trois années de sa vie à construire neuf tours (dont trois très grandes) avec des matériaux de récupération, les Watts Towers, à Los Angeles. Le public commença à en mesurer la valeur lorsque la ville de Los Angeles menaça de les détruire en 1958. Une association se créa alors et les tours furent sauvées.

#### Préservation et publications
Un passionné, photographe, Seymour Rosen, décida alors de partir à la recherche d’autres environnements et d’œuvrer à leur conservation. Son travail amena musées et journalistes américains à consacrer des expositions et des articles à ce type de créations dans les années 1960 et 1970. En 1978, Rosen fonde l’Association SPACES (Saving and Preserving Arts and Cultural Environments), consacrée au sauvetage et à la préservation des Environnements visionnaires aux États-Unis, encore très active de nos jours. Pas moins de 300 créations d’envergure furent répertoriées !
De nos jours, de nombreuses associations privées ou muséales œuvrent à la préservation des Environnements aux États-Unis. Le magazine d’art international Raw Vision leur consacre régulièrement des articles.

#### Autres sites remarquables
- La Maison aux miroirs de Clarence Schmidt à Woodstock près de New York, construite entre 1948 et 1971 mais détruite par un incendie. Durant vingt-trois ans, cet ancien tailleur de pierres transforma sa modeste cabane en une structure labyrinthique de sept étages et de trente-cinq pièces. Majoritairement constituée de bois, un incendie (probablement volontaire) la détruisit entièrement.
- Le Concrete Park de Fred Smith (1886-1976) dans le Wisconsin, constitué de plus de 200 personnages en béton et verroterie.

### Ailleurs dans le monde

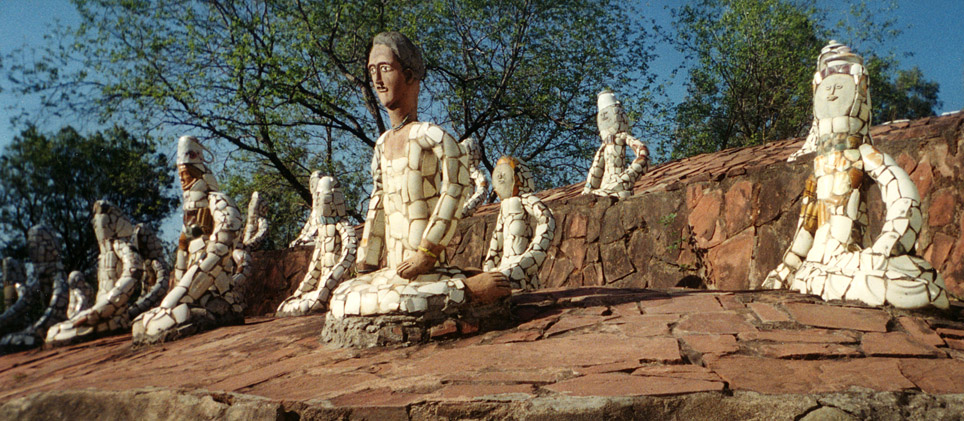
Détail du Rock Garden de Nek Chand - Inde

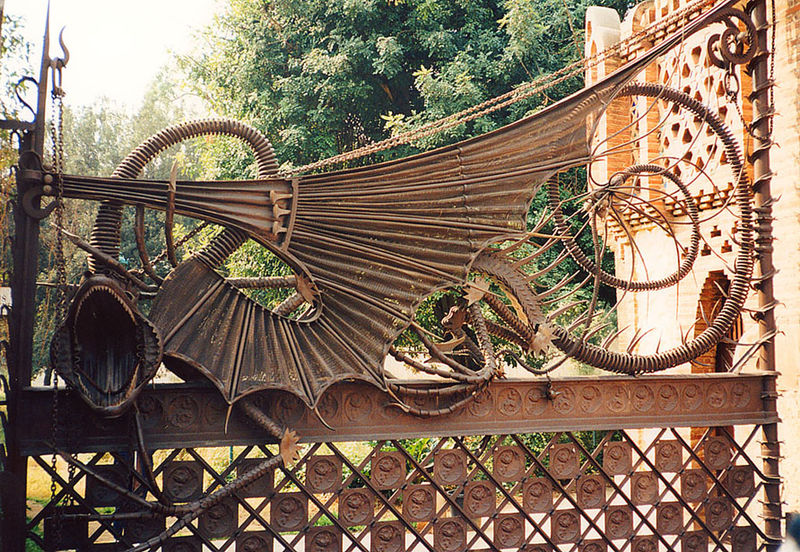
Entrée des pavillons Guëll à Barcelone, réalisation en fer forgé d'Antoni Gaudí.

### Allemagne
- La maison de Karl Junker

### Belgique
- La Tour d'Eben-Ezer de Robert Garcet

### Espagne
- Le petit Musée de la mer de Manfred Gnadinger en Galice - détruit par la marée noire du Prestige en 2003.
- La Casa de las Conchas (la Maison des Coquillages) du port de pêche Tazones dans les Asturies, entièrement recouverte de coquilles Saint-Jacques et de bigorneaux, possède quelques détails cocasses comme le "crabe qui fume".
- La Casa de la Piedra (la Maison de la Pierre), à Porcuna, dans la province de Jaén, une maison construite sans plans par le carrier Antonio Aguilera Ruedas et ses deux fils entre 1931 et 1960. Aguilera Ruedas n'avait pas l'instruction d'un architecte et résolvait de tête les problèmes du chantier au fur et à mesure que les difficultés se présentaient. Haute de cinq étages, toute la maison est faite de blocs de pierres taillés à la main par Aguilera Ruedas en personne. La maison fut construite en espace de 29 ans sans traction animale ni engins de chantier par la seule force musculaire d'Aguilera Ruedas et de ses deux fils qui s'aidèrent de brouettes, de charrettes et de structures de chantier élémentaires. Sans poutres ni structures portantes autres que les voûtes de soubassement et les murs eux-mêmes, les planchers sont constitués d'une suite de grands blocs de pierre de quatre tonnes chacun. Tout le mobilier intérieur (tables, chaises, fauteuils...) est lui aussi fait de pierre de taille[7].

### Inde
- Le Rock Garden : Situé à Chandigarh, en Inde, le Rock Garden de Nek Chand (1924-). Cet environnement se targue d’ailleurs d’être le plus vaste au monde (une douzaine d’hectares), et d’être le site le plus visité en Inde après le Taj Mahal ! D’origine pakistanaise, Nek Chand était inspecteur des routes à Chandigarh (ville nouvelle conçue par Le Corbusier) en 1958, lorsqu’il décida d’établir son propre Royaume dans une petite clairière sauvage aux abords de la ville… Depuis, il n’a eu de cesse de le développer et de le peupler. Fait rare, sous la pression de l’opinion indienne, il fut rémunéré dès 1976 pour s’occuper entièrement de sa création, qui fut dès lors administrée par la ville. L’Inde fit même imprimer un timbre-poste du Rock Garden en 1983. Des expositions internationales lui ont été consacrées et il a des admirateurs dans le monde entier.

### Italie
- Le Jardin des Tarots de Niki de Saint-Phalle Le plus emblématique de ces créateurs est sans doute Niki de Saint Phalle (1930-2002). Artiste mondialement reconnue, élaborant peu à peu des sculptures de plus en plus grandes, elle revendiquait ouvertement l'influence de l’Art brut en général mais également son admiration pour Gaudí, le Facteur Cheval ou les Watts Towers. Entrainant dans cette fascination son mari le sculpteur Jean Tinguely, ce dernier élabora son Cyclop à Milly-la-Forêt à partir de 1969, dont Niki conçut la face en miroirs. C’est donc tout naturellement qu’elle se lança à son tour dans la réalisation du Jardin des Tarots en Toscane, entre 1979 et 1993. C'est un environnement composé de sculptures monumentales reprenant les 22 lames du tarot. Il fut entièrement financé par la vente des autres productions artistiques de Niki de Saint-Phalle.
- Le Parc des monstres, à Bomarzo.

### Laos
- Le Parc du Bouddha de Bunleua Sulilat

### Mexique
- Las Pozas d'Edward James à Xilitla

### Suisse
- Le Weinreben Park de Bruno Weber à Zurich.

### Thaïlande
- Le Sala Keoku de Bunleua Sulilat
- Le Sanctuaire de la Vérité de Lek Viriyaphan

### Viêt Nam
- La Maison folle de Đặng Việt Nga, à Đà Lạt

## Esthétique et techniques
Les environnements visionnaires sont très souvent un art du recyclage, de la récupération, où l’ingéniosité de leurs auteurs doit rivaliser avec leurs manques de moyens. L’une des constantes de ces constructions est le fait qu’elles soient nées d’accumulations, sans que leurs auteurs n’imaginent au départ quelles proportions elles allaient prendre finalement (la fin étant d’ailleurs souvent conditionnée par l’espace disponible lui-même ou la mort du créateur, tant l’idée est de remplir cet espace et d’être en constante évolution).
Ici plus qu’ailleurs se retrouvent les influences de l’art populaire : girouettes, manèges, personnages de carnaval ou de manifestations religieuses sont des figures courantes, les créateurs d’Environnements visionnaires réinterprétant le monde de leur enfance ou celui qui les entoure. Monde immédiat de figures ou d’animaux qu’ils côtoient, parfois réinterprétations d’images qui ont sollicité leur imaginaire (Maison Piccassiette, Jardin de Nous-Deux, Rock Garden…). D’autres essaient de rivaliser avec des constructions existantes, faisant ainsi œuvre d’architecte naïf (Watts Towers). Enfin, on trouve des accumulateurs anarchistes qui cheminent de manière plus abstraite sans chercher à représenter quelque chose (Maison aux Miroirs, Jardin des Coquillages…).

#### Ouvrages
- Gilles Ehrmann, Les inspirés et leur demeure, Paris, Ed. du temps, 1962Avec une préface d’André Breton
- Collectif, Architectures marginales aux U.S.A., Paris, Centre G. Pompidou, 1975
- Bernard Lassus, Jardins imaginaires, Paris, Presses de la connaissance, 1977Réédition 1997
- Jacques Verroust et Jacques Lacarrière, Les inspirés du bord des routes, Paris, Ed. Le Seuil, 1978
- Collectif, Les Singuliers de l’art, Paris, Musée d’Art moderne de la ville de Paris, 1978Catalogue d’exposition
- M.Schuyt J. Eiffer et G. Collins, Les bâtisseurs du rêve, Paris, Ed. Hachette, 1980
- Francis David, Guide de l'Art Insolite Nord-Pas-de-Calais, Paris, éditions Herscher, 1984
- Marc Fenoli, Le Palais du facteur Cheval, France, Glénat, 1990
- Claude Arz, Guide de la France insolite, Paris, Hachette, 1990
- Claude Prévost & Clovis Prévost, Les Batisseurs de l’Imaginaire, France, Editions de l’Est, 1990
- Claude Arz, La France insolite, Paris, Hachette, 1994
- R.Brousse, A.Freytet, J.Lagrange, J.Meunier, B.Montpied, R.Nicoux, P.Trapon et R.Urien, Masgot, L'Œuvre Enigmatique de François Michaud, Saint-Léonard-de-Noblat, éditions Lucien Souny, 1993
- (en) John Beardsley, Gardens of Revelation : Environments by Visionary Artists, New York, Abbeville Press, 1995
- Olivier Thiebaut, Bonjour aux promeneurs, Paris, Ed. Alternatives, 1996
- John Maizels, Mondes imaginaires, Paris, Taschen, 2007Edition originale : John Maizels & Deidi von Schaewen, Fantasy Worlds, Taschen, London, 1999Marc Décimo, Les Jardins de l’art brut, Dijon, Les presses du réel, collection Chantiers, 270 p., 270 ill. édition augmentée: 2016.
- Bruno Montpied, Eloge des Jardins Anarchiques, Montreuil-sous-Bois, Éditions de l'Insomniaque, 2011Accompagné du DVD du film de Rémy Ricordeau, "Bricoleurs de paradis ou Le gazouillis des éléphants"

#### Revues
- (en) Raw Vision
- Revue Empreintes (Galerie l'Usine)